# Caumont-l'Éventé
Pour les articles homonymes, voir Caumont.
Caumont-l'Éventé est une ancienne commune française, située dans le département du Calvados en région Normandie, peuplée de 1 357 habitants.
Depuis le 1er janvier 2017, elle a le statut de commune déléguée, au sein de la commune nouvelle de Caumont-sur-Aure.

## Géographie
La commune se trouve à la limite entre le Bessin et le bocage virois, à l'ouest du département du Calvados. Situé sur une colline, son bourg est à 23 km à l'est de Saint-Lô, à 24 km au sud de Bayeux, à 34 km au nord de Vire et à 36 km à l'ouest de Caen. 
Le point culminant (247/249 m) se situe à l'est du bourg, au pied du château d'eau. Le point le plus bas (125 m) correspond à la sortie du ruisseau du Vey du territoire, au nord-ouest. En dehors de sa partie urbaine, la commune est bocagère.
| Sallen                   | Sallen           | Foulognes       |
| Sallen                   | Caumont-l'Éventé | Livry           |
| La Vacquerie, Sept-Vents | Sept-Vents       | Livry, Cahagnes |

## Toponymie
Le nom de la localité est attesté sous les formes Calvomonte vers 1025 et Calmunt en 1066.
 
Le toponyme est un descriptif de la topographie : Caumont est l'équivalent normando-picard de Chaumont. Il est issu du latin calvus mons et signifie « mont chauve », décrivant donc une colline sans végétation ligneuse,,.
 
Le déterminatif évoque la situation de la localité sur une hauteur exposée à tous les vents,  expliquant le qualificatif d’éventé ajouté en 1955.
Le gentilé est Caumontais.

## Histoire
Caumont connut une activité commerciale importante grâce à ses marchés et avait une forte activité ardoisière (l'« or bleu de Caumont »)[réf. nécessaire] dans des carrières qui accueillent aujourd'hui le Souterroscope des ardoisières.
Le 14 mai 1949, les hameaux de la Bruyère, l'Étoquet et Mondant sont transférés de Livry à Caumont-l'Éventé.

## Politique et administration

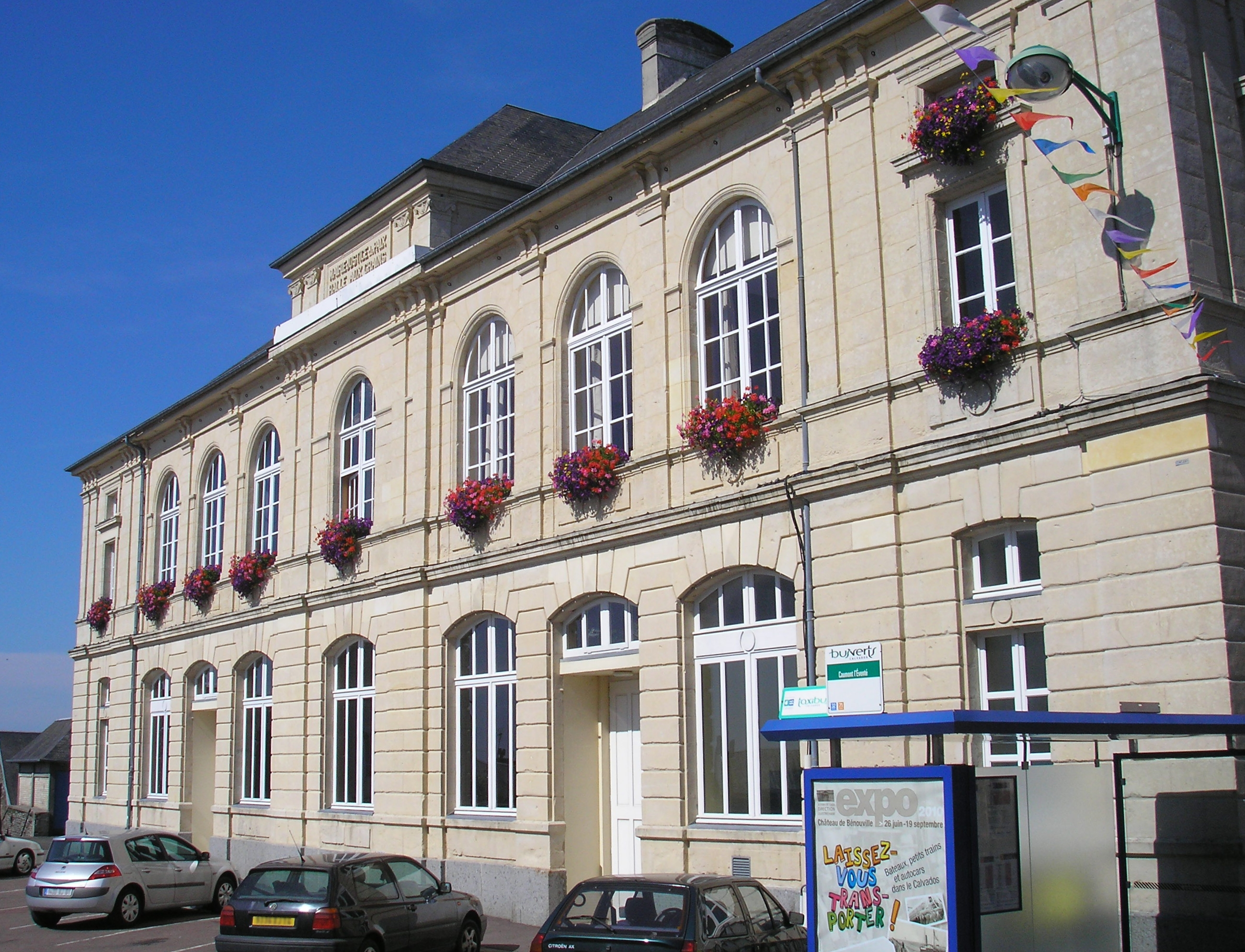
L'hôtel de ville.

| Période                                  | Période  | Identité           | Étiquette | Qualité     |
| ---------------------------------------- | -------- | ------------------ | --------- | ----------- |
| (avant 2001)                             | 2006     | Jean-Jacques Viart |           | Vétérinaire |
| 2006                                     | En cours | Christian Gabriel  | SE        | Agriculteur |
| Les données manquantes sont à compléter. |          |                    |           |             |

## Démographie
L'évolution du nombre d'habitants est connue à travers les recensements de la population effectués dans la commune depuis 1793. À partir du 1er janvier 2009, les populations légales des communes sont publiées annuellement dans le cadre d'un recensement qui repose désormais sur une collecte d'information annuelle, concernant successivement tous les territoires communaux au cours d'une période de cinq ans. 
Pour les communes de moins de 10 000 habitants, une enquête de recensement portant sur toute la population est réalisée tous les cinq ans, les populations légales des années intermédiaires étant quant à elles estimées par interpolation ou extrapolation. Pour la commune, le premier recensement exhaustif entrant dans le cadre du nouveau dispositif a été réalisé en 2005,.
En 2021, la commune comptait 1 357 habitants, en évolution de +2,65 % par rapport à 2015 (Calvados : +1,58 %, France hors Mayotte : +2,49 %).
| 1793 | 1800 | 1806 | 1821 | 1831 | 1836 | 1841 | 1846  | 1851  |
| ---- | ---- | ---- | ---- | ---- | ---- | ---- | ----- | ----- |
| 752  | 732  | 827  | 792  | 841  | 866  | 910  | 1 010 | 1 023 |

| 1856 | 1861  | 1866  | 1872  | 1876  | 1881  | 1886  | 1891  | 1896  |
| ---- | ----- | ----- | ----- | ----- | ----- | ----- | ----- | ----- |
| 985  | 1 067 | 1 075 | 1 034 | 1 018 | 1 066 | 1 044 | 1 061 | 1 002 |

| 1901 | 1906  | 1911 | 1921 | 1926 | 1931 | 1936 | 1946 | 1954  |
| ---- | ----- | ---- | ---- | ---- | ---- | ---- | ---- | ----- |
| 967  | 1 036 | 985  | 812  | 827  | 861  | 824  | 856  | 1 014 |

| 1962  | 1968  | 1975  | 1982  | 1990  | 1999  | 2005  | 2010  | 2015  |
| ----- | ----- | ----- | ----- | ----- | ----- | ----- | ----- | ----- |
| 1 134 | 1 172 | 1 178 | 1 135 | 1 145 | 1 192 | 1 295 | 1 350 | 1 322 |

| 2018  | - | - | - | - | - | - | - | - |
| ----- | - | - | - | - | - | - | - | - |
| 1 321 | - | - | - | - | - | - | - | - |

## Lieux et monuments
- L'église Saint-Clair-et-Saint-Martin (1850).
- Souterroscope des ardoisières, musée du monde souterrain exploitant l'ancien site d'extraction de l'ardoise.
- Mairie (1869) en pierre de Caen.
- Château de la Ferrière (1906).
- Hêtre pourpre de la place Saint-Clair.

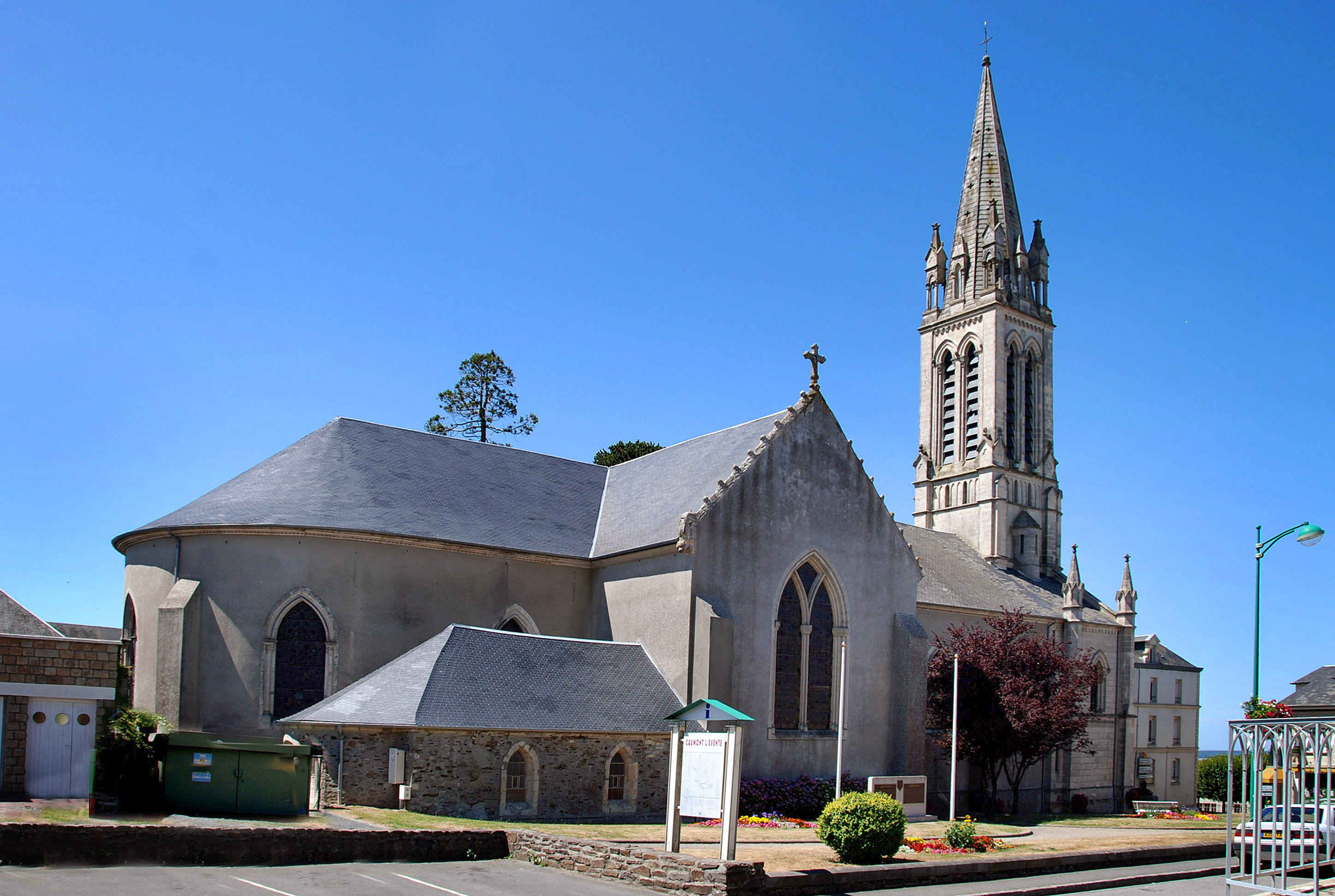
L'église Saint-Clair-et-Saint-Martin.
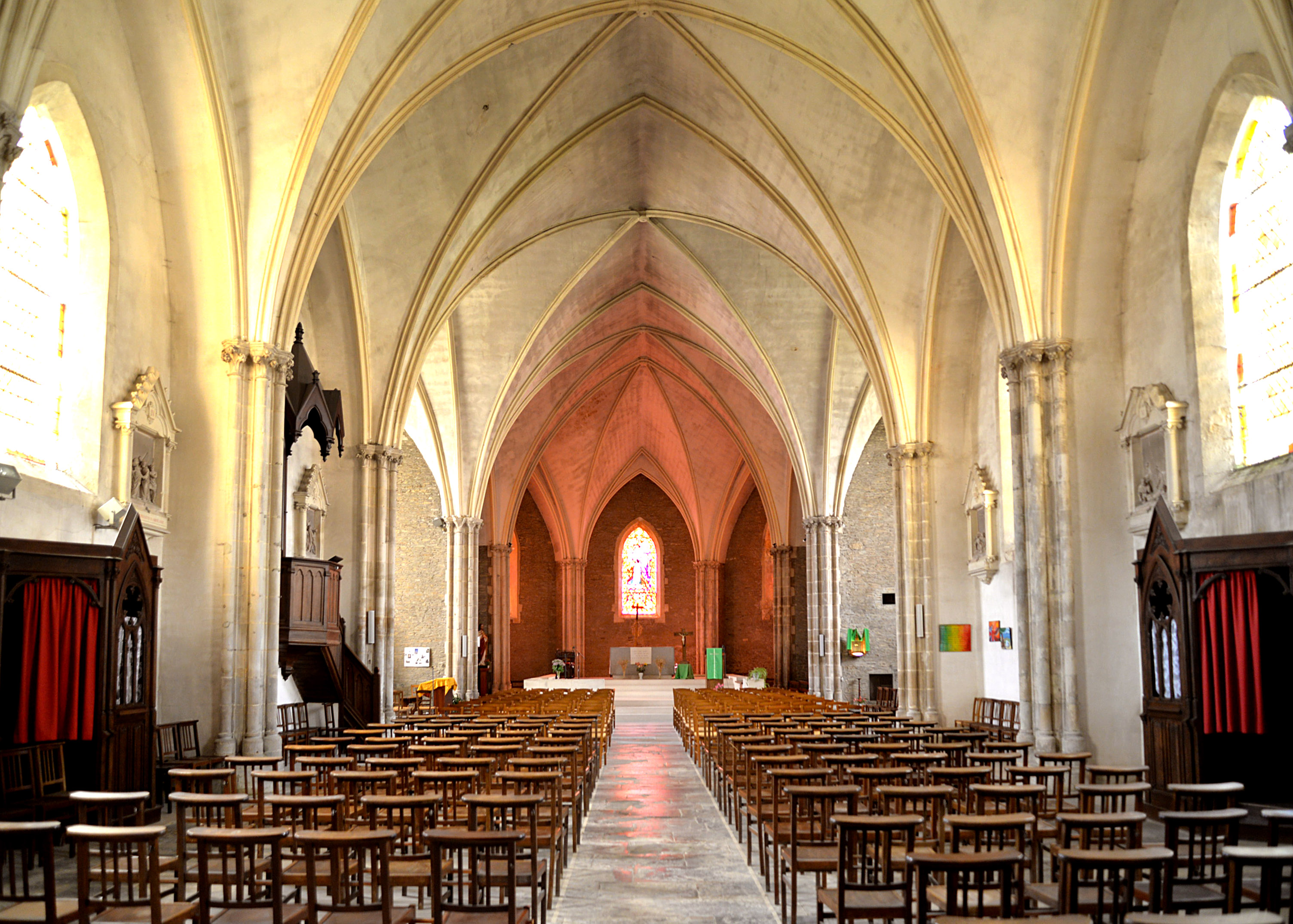
La nef de l'église Saint-Clair-et-Saint-Martin.
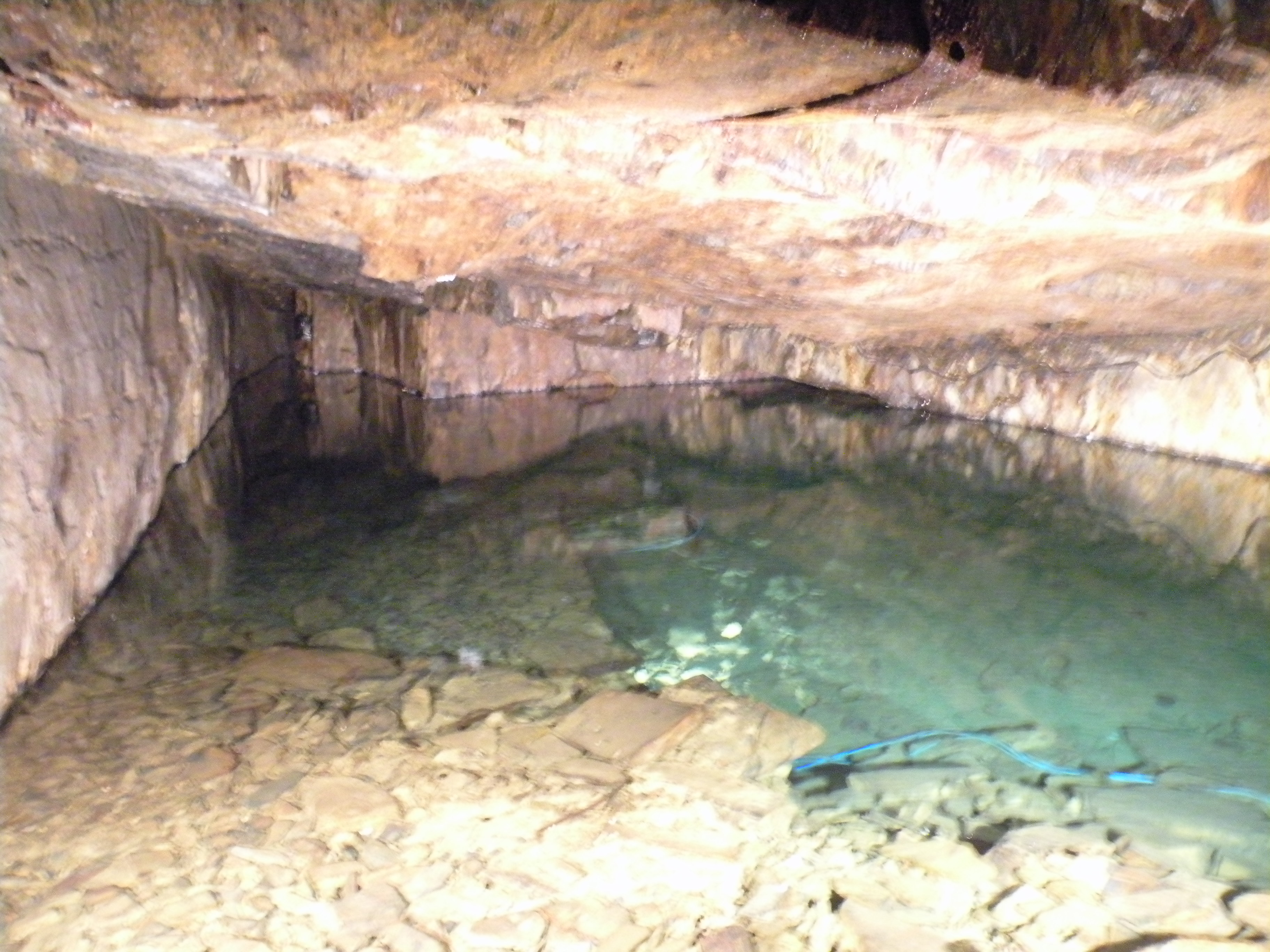
Le souterroscope.
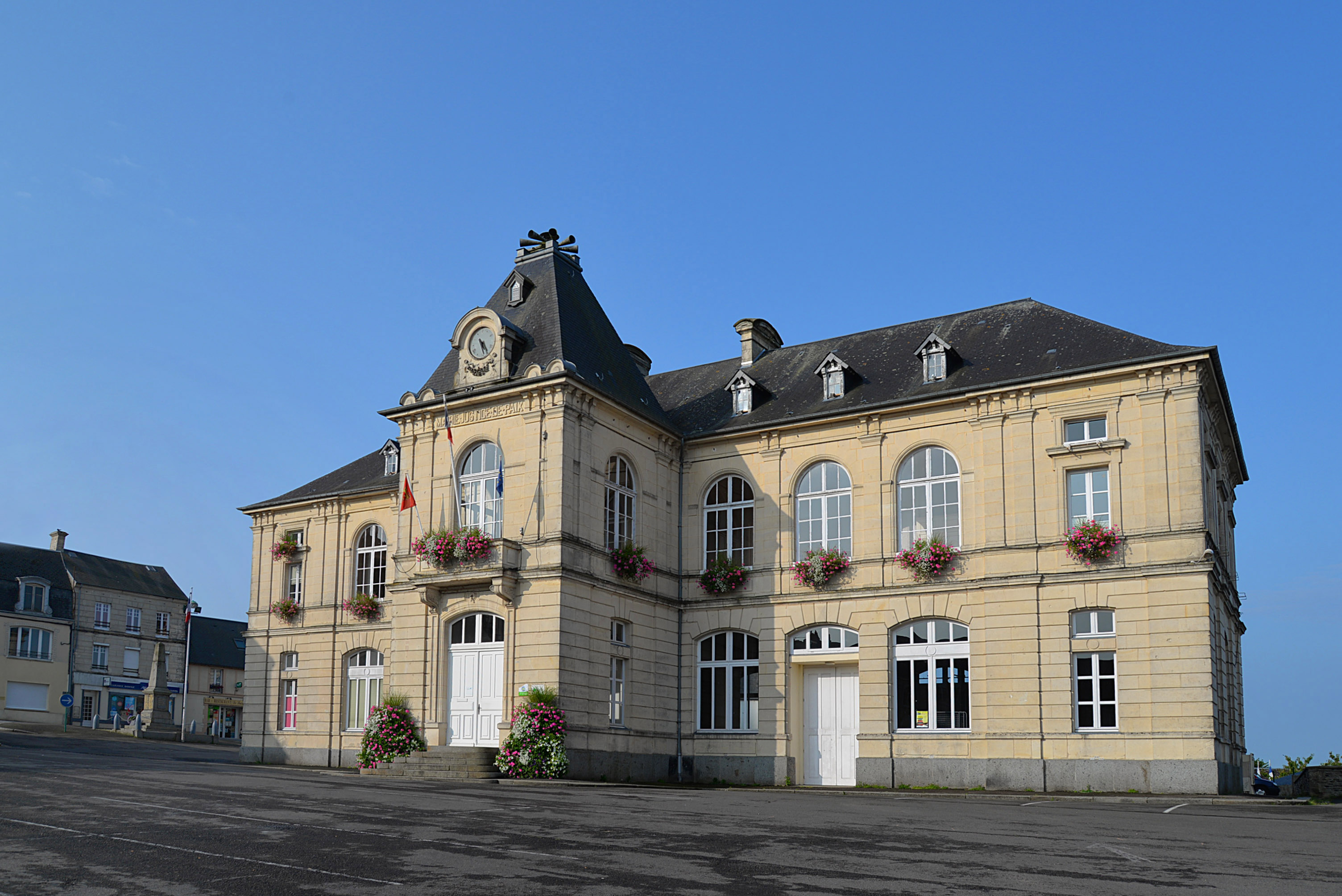
La mairie.
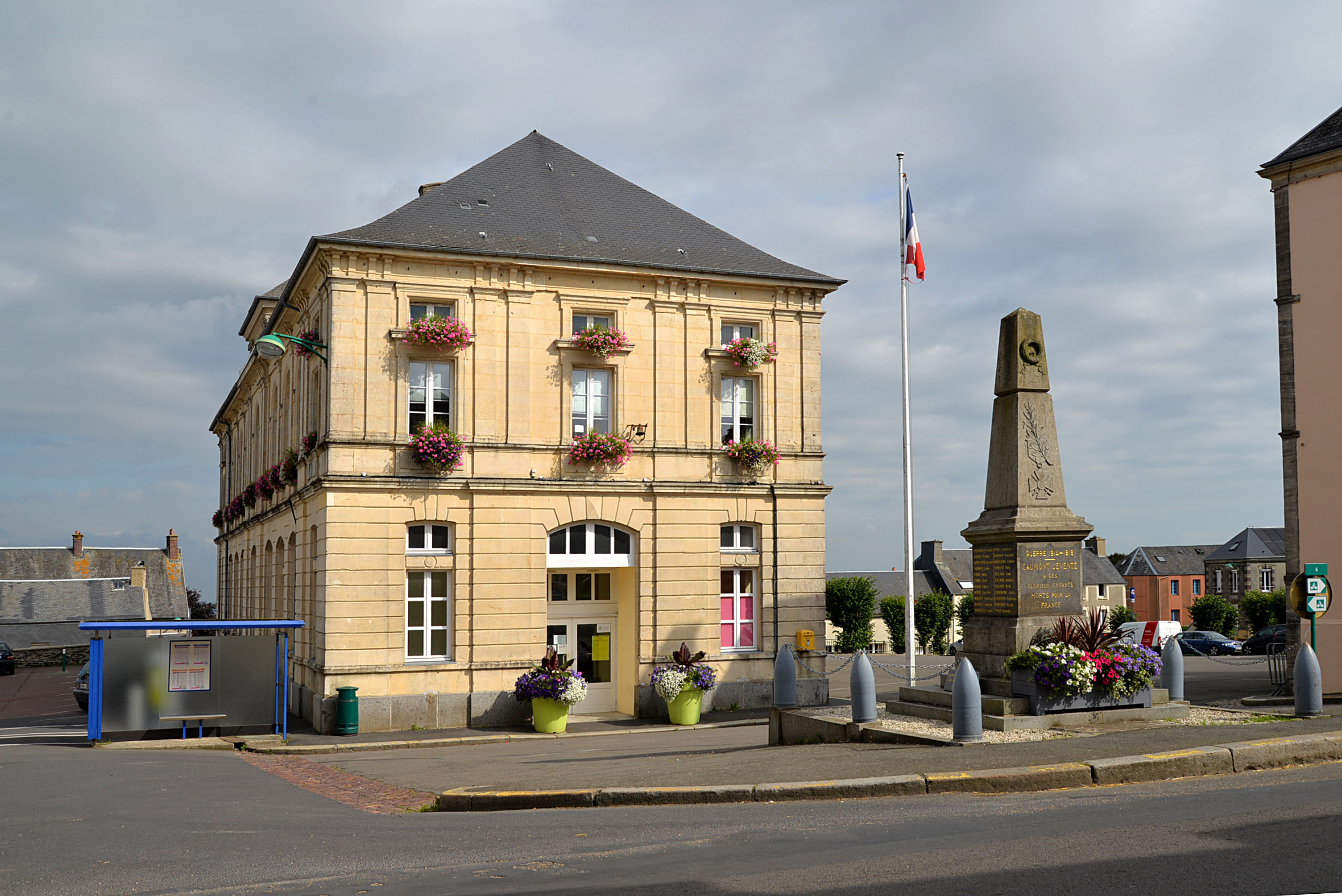
Le monument aux morts et la mairie.
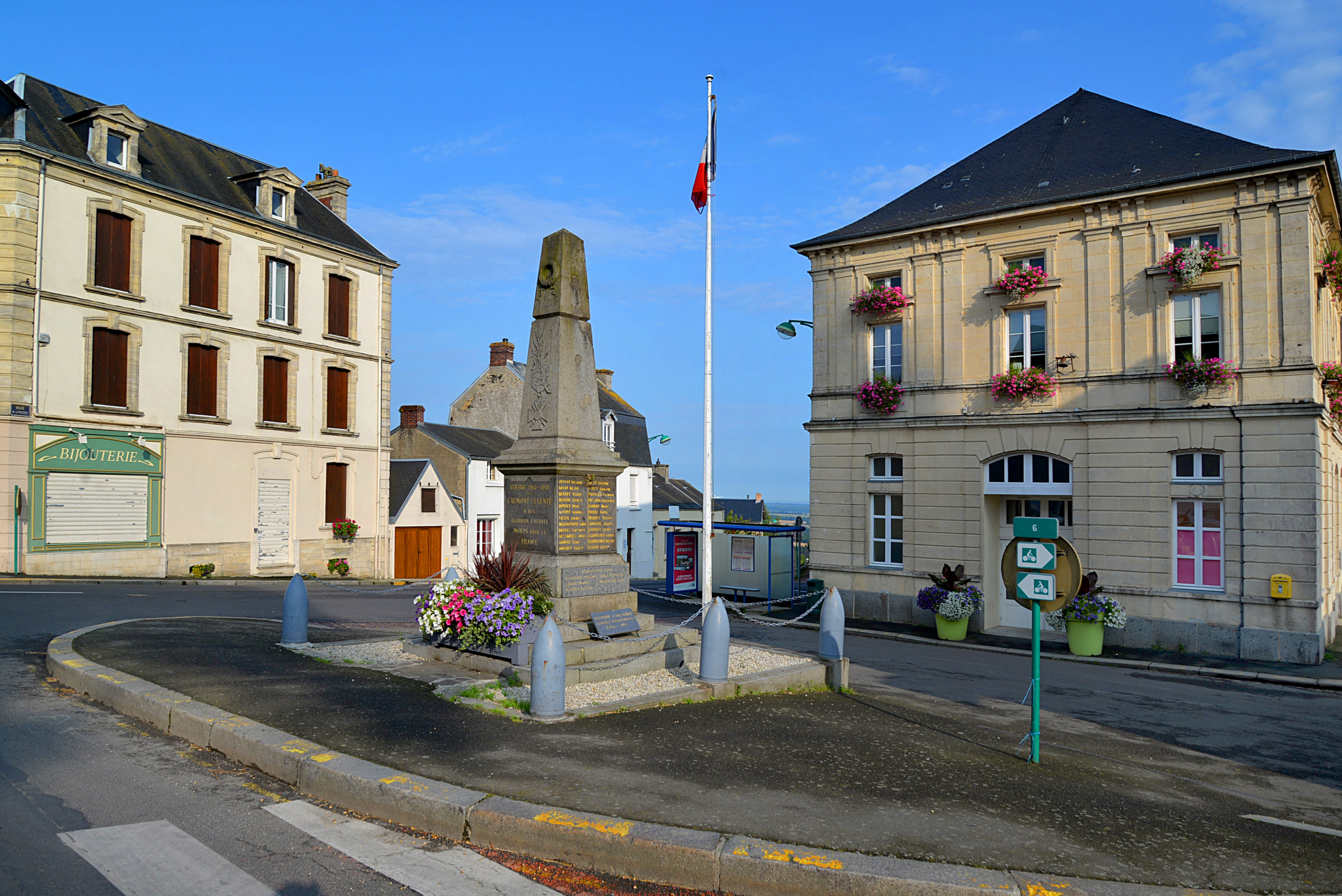
Le monument aux morts.

## Activité et manifestations

### Sports
- L'Intercommunale sportive caumontaise[14].

## Personnalités liées à la commune
- Pierre Chateau-Jobert (1912-2005, à Caumont), officier supérieur de l'Armée française.

## Héraldique
| Blason de Caumont-l'Éventé | Blason  | D'azur à la croix d'argent, cantonnée de quatre besants d'or, à la gélinotte de sable allumée aussi d'or brochant en cœur sur la croix. |
| Blason de Caumont-l'Éventé | Détails | |